# يوجين والتر
يوجين والتر (بالإنجليزية: Eugene Walter)‏ (و. 1921 – 1998 م) هو ممثل، وكاتِب، وكاتب سيناريو، من الولايات المتحدة الأمريكية، ولد في موبيل، ألاباما، توفي في موبيل، ألاباما، عن عمر يناهز 77 عاماً.

## وصلات خارجية
- يوجين والتر على موقع IMDb (الإنجليزية)
- يوجين والتر على موقع ميوزك برينز (الإنجليزية)
- يوجين والتر على موقع قاعدة بيانات الفيلم (الإنجليزية)